# みどり市立神梅小学校
みどり市立神梅小学校（みどりしりつ かんばいしょうがっこう）は、群馬県みどり市大間々町上神梅にかつて存在した公立小学校である。2011年3月31日に閉校、同年4月1日にみどり市立大間々北小学校へ統合された。

## 沿革

### 年表
- 1873年2月  常鑑寺を使用して開校
- 1874年9月  覚成寺に神梅支校を設置
- 1909年4月  黒保根尋常高等小学校神梅分教場となる
- 1913年3月  黒保根尋常高等小学校第五分教場となる
- 1947年4月  黒保根村立黒保根小学校第五分校となる
- 1958年3月  大間々町立大間々小学校神梅分校となる
- 1962年4月  大間々町立神梅小学校となる
- 1974年3月  新校舎落成
- 1975年7月  屋外プール設置、12月 体育館完成
- 2006年3月  市町村合併によりみどり市立神梅小学校となる
- 2010年5月  神梅地区小学校適正配置検討委員会発足
- 2011年3月  閉校、4月 みどり市立大間々北小学校へ統合

### 閉校後の動向
太田市の建設業者が閉校後の校舎を改修して魚の養殖や野菜工場に転用する計画が持ち上がり、2017年に着工したが、改修の過程で建設当時の手抜き工事が発覚し改修工事が中断した。みどり市で回収費用を負担するための予算計上も見送られ、2018年10月に計画の取りやめが発表された。

## 所在地
- 群馬県みどり市大間々町上神梅68-5

## 学区
- 大間々町上神梅
- 大間々町下神梅

## 学校周辺
- 国道122号
- わたらせ渓谷線：上神梅駅
- 渡良瀬川